# Juliusz (biskup koptyjski)
Juliusz (ur. 17 grudnia 1963) – duchowny Koptyjskiego Kościoła Ortodoksyjnego, od 2013 biskup pomocniczy Kairu odpowiedzialny za kościoły w starej części miasta.

## Życiorys
7 kwietnia 1990 złożył śluby zakonne. Święcenia kapłańskie przyjął 26 września 2001. Sakrę biskupią otrzymał 10 marca 2013.